# Wüstendorf (Mainleus)
Wüstendorf (oberfränkisch: Wüsdndof)  ist Gemeindeteil des Marktes Mainleus im Landkreis Kulmbach (Oberfranken, Bayern). Die Gemarkung Wüstendorf hat eine Fläche von 2,696 km². Sie ist in 207 Flurstücke aufgeteilt, die eine durchschnittliche Flurstücksfläche von 13023,06 m² haben. In ihr liegt neben dem namensgebenden Ort der Gemeindeteil Pöhl.

## Geografie
Wüstendorf liegt unmittelbar südlich des oberen Laufs des Wüstendorfer Baches, eines Fließgewässers, das im Nordosten von Oberfranken entspringt und zum Flusssystem des Mains gehört. Das Dorf ist mit dem nordwestlich benachbarten und jenseits des Wüstendorfer Baches gelegenen Weiler Pöhl beinahe zusammengewachsen, die Siedlungsgebiete der beiden Orte sind lediglich noch einen Steinwurf voneinander entfernt. Die weiteren Nachbarorte sind Buchau im Norden, Krötennest und Weihermühle im Nordosten, Lopp im Südosten, Zultenberg im Süden, Görau im Westen und Geutenreuth im Nordwesten. Das Dorf ist von dem vier Kilometer entfernten Mainleus aus zunächst über die Kreisstraße KU 6 und dann über die Kreisstraße KU 4 sowie eine Gemeindeverbindungsstraße erreichbar.

## Geschichte
Der Ort wurde 1326/28 als „Wustendorf“ erstmals urkundlich erwähnt. Zu dieser Zeit hatte das Hochstift Bamberg acht Lehen im Ort, die dem Kloster Michelsberg aufgetragen waren. Aus dem Ortsnamen kann geschlossen werden, dass die Siedlung an einem unbebauten, wüsten Platz gegründet wurde.
Bis zur Gebietsreform in Bayern war Wüstendorf ein Gemeindeteil der Gemeinde Geutenreuth im Altlandkreis Lichtenfels. Die Gemeinde hatte 1961 insgesamt 468 Einwohner, davon 58 in Wüstendorf. Als die Gemeinde Geutenreuth zu Beginn der Gebietsreform am 31. Dezember 1971 aufgelöst wurde, wurde Wüstendorf zu einem Gemeindeteil des Marktes Mainleus, während der Gemeindehauptort Geutenreuth in die Stadt Weismain eingemeindet wurde.

## Baudenkmäler
- Haus Nr. 7: Wohnstallhaus mit Satteldach und zweigeschossigem Wohnteil mit Riegelfachwerk